# Bos van Edingen
Het Bos van Edingen of Edingenbos (Frans: Bois d'Enghien) is een bos- en natuurgebied in de gemeente Edingen in de provincie Henegouwen in Wallonië. Het bos is erkend als 'Site de Grand Intérêt Biologique' (SGIB3207) door het Waals Gewest en sluit via het privébos Bois de Ligne aan op het domeinbos Bois de Silly. Het bosgebied is Europees beschermd als deel van het Natura 2000-gebied Bois d'Enghien et de Silly (BE32006). In het Edingenbos ontspringt de Mark.

## Fauna en flora
Het bos is een Atlantisch beuk- en eikenbos met tapijten van voorjaarsbloeiers als bosanemoon, wilde hyacint, daslook, slanke sleutelbloem, kleine maagdenpalm, paarbladig goudveil, verspreidbladig goudveil en ondergroei van hulst. Rond de bronbeekjes van de Zulle (Frans: Sille) komt de schedegeelster voor. In het Bos van Edingen leeft onder andere buizerd, wespendief, ree, middelste bonte specht en vuursalamander.

## Afbeeldingen

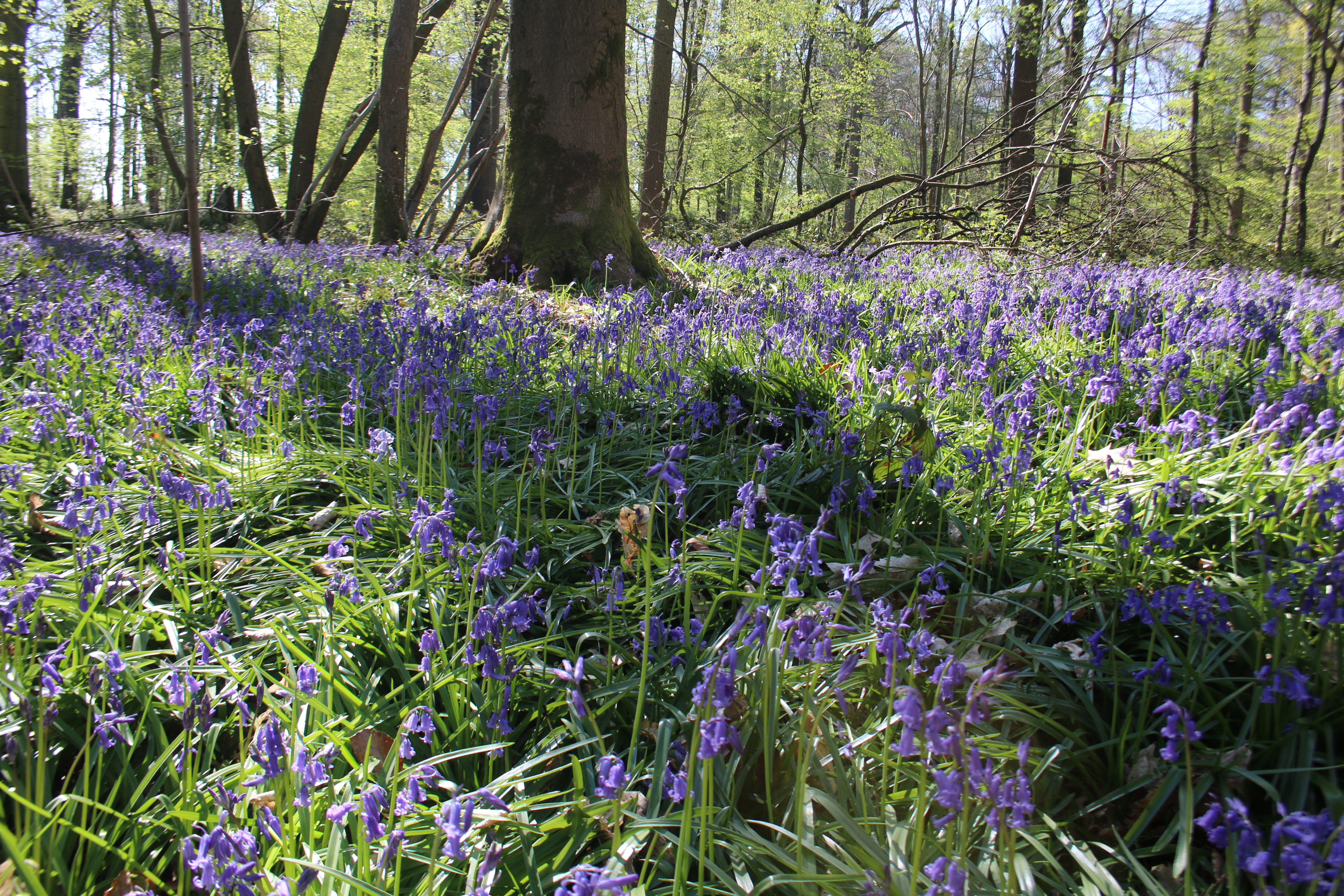
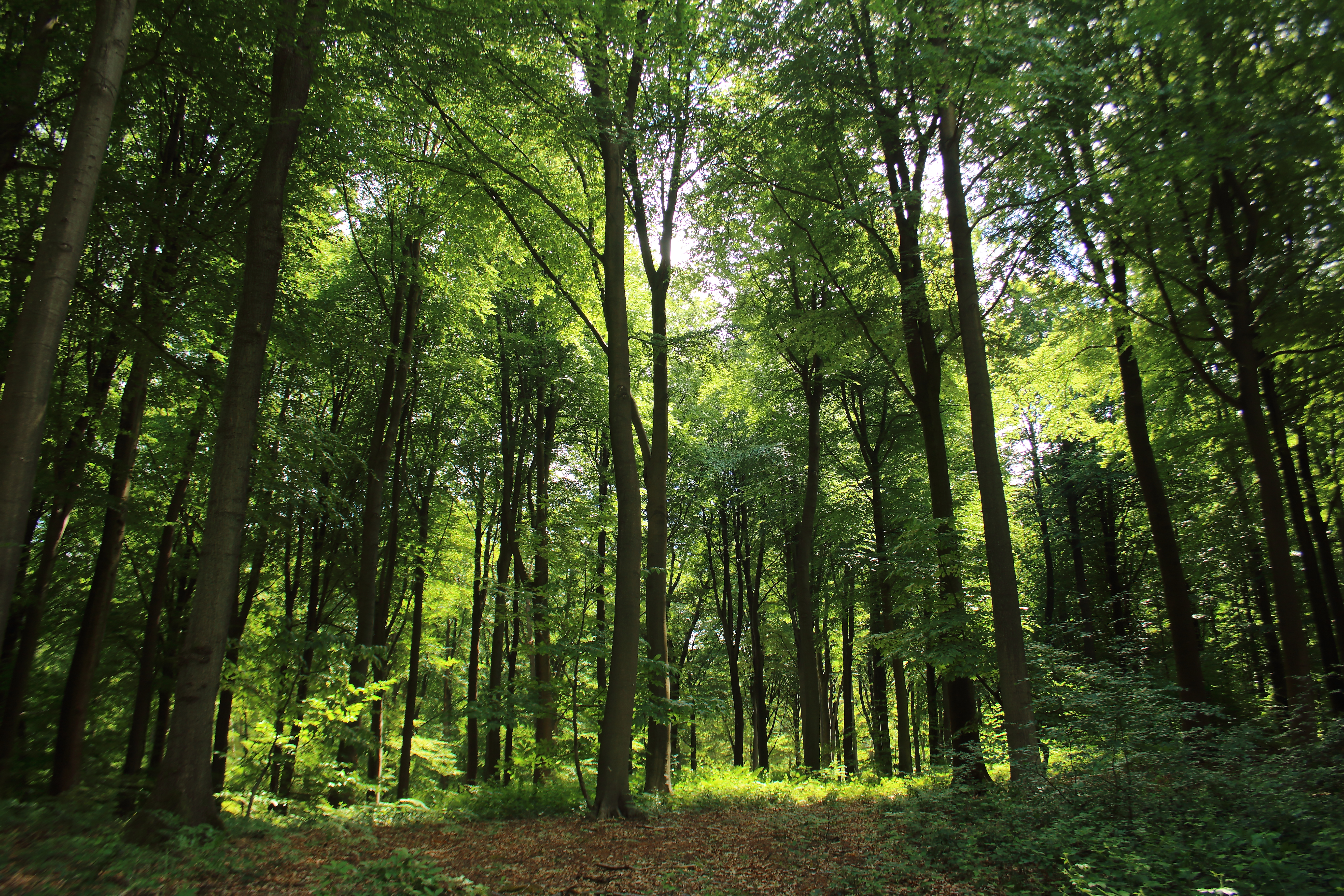
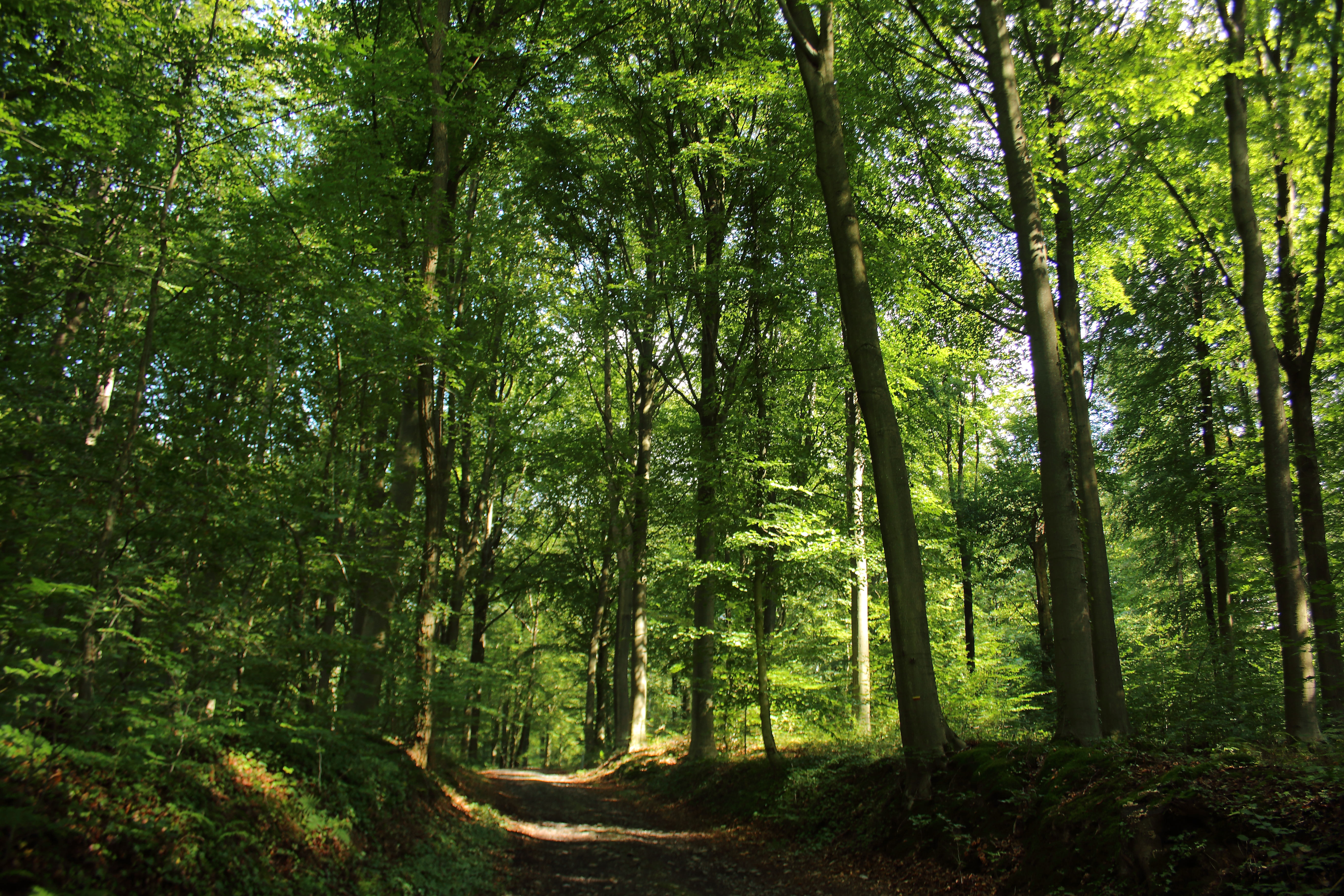
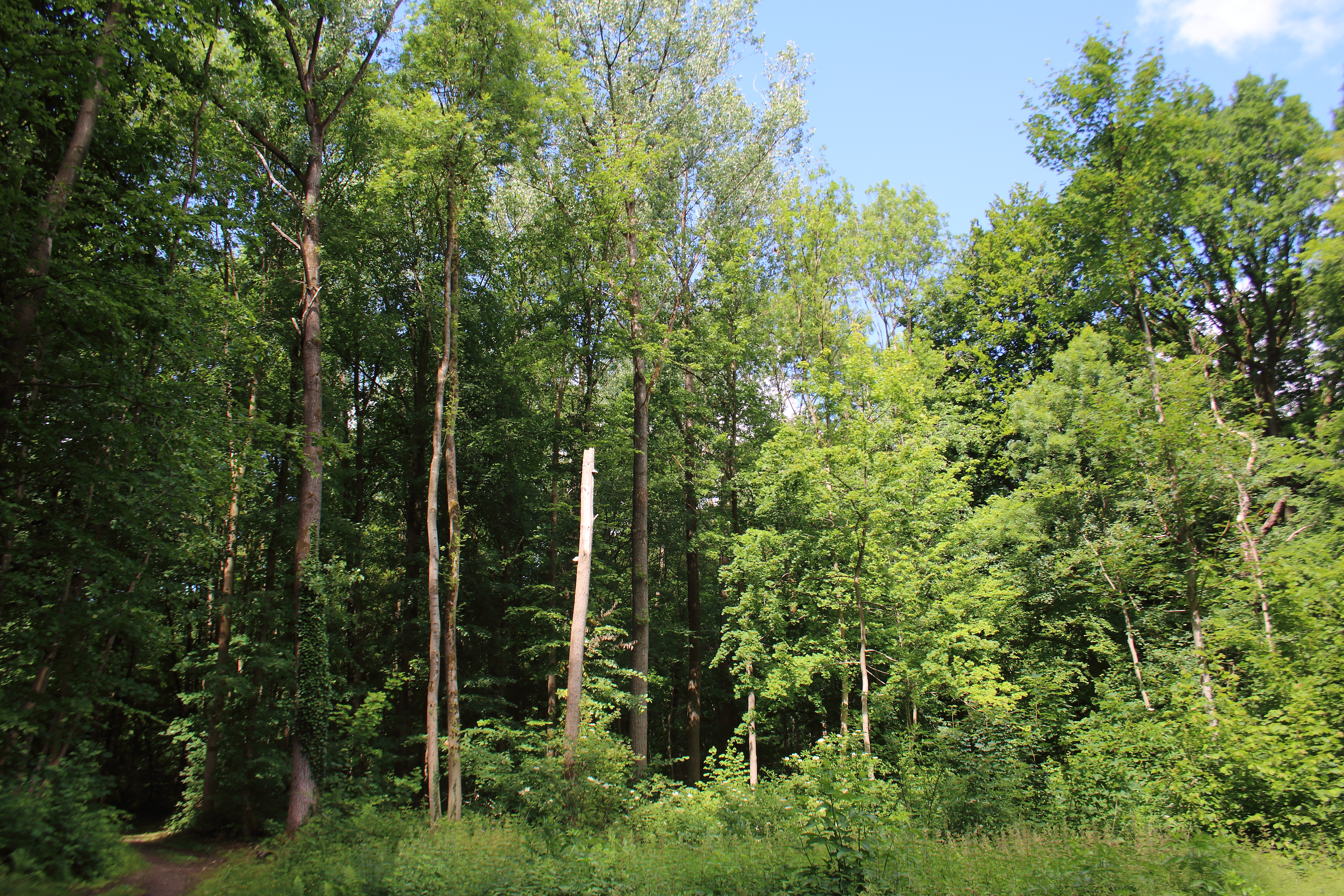
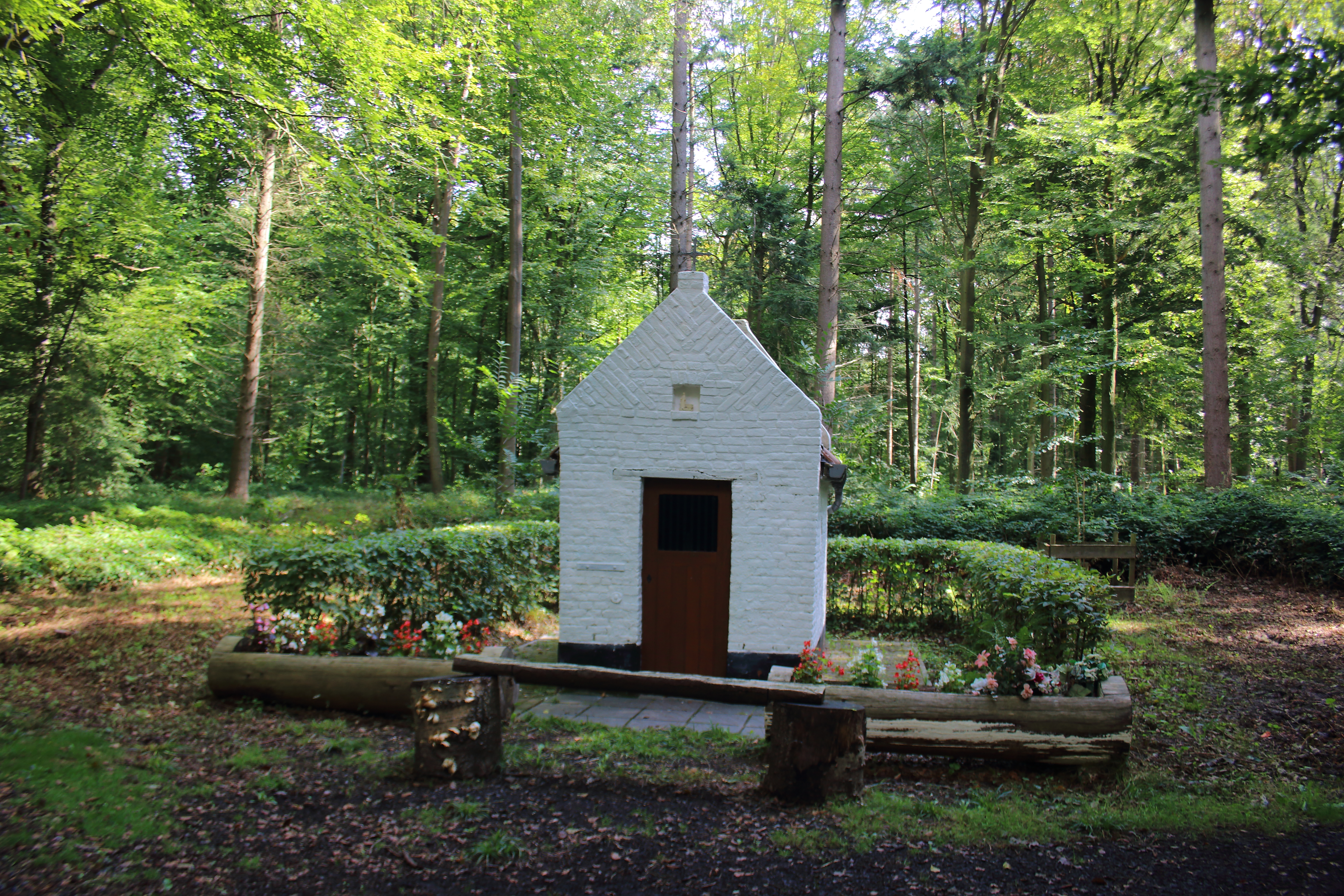
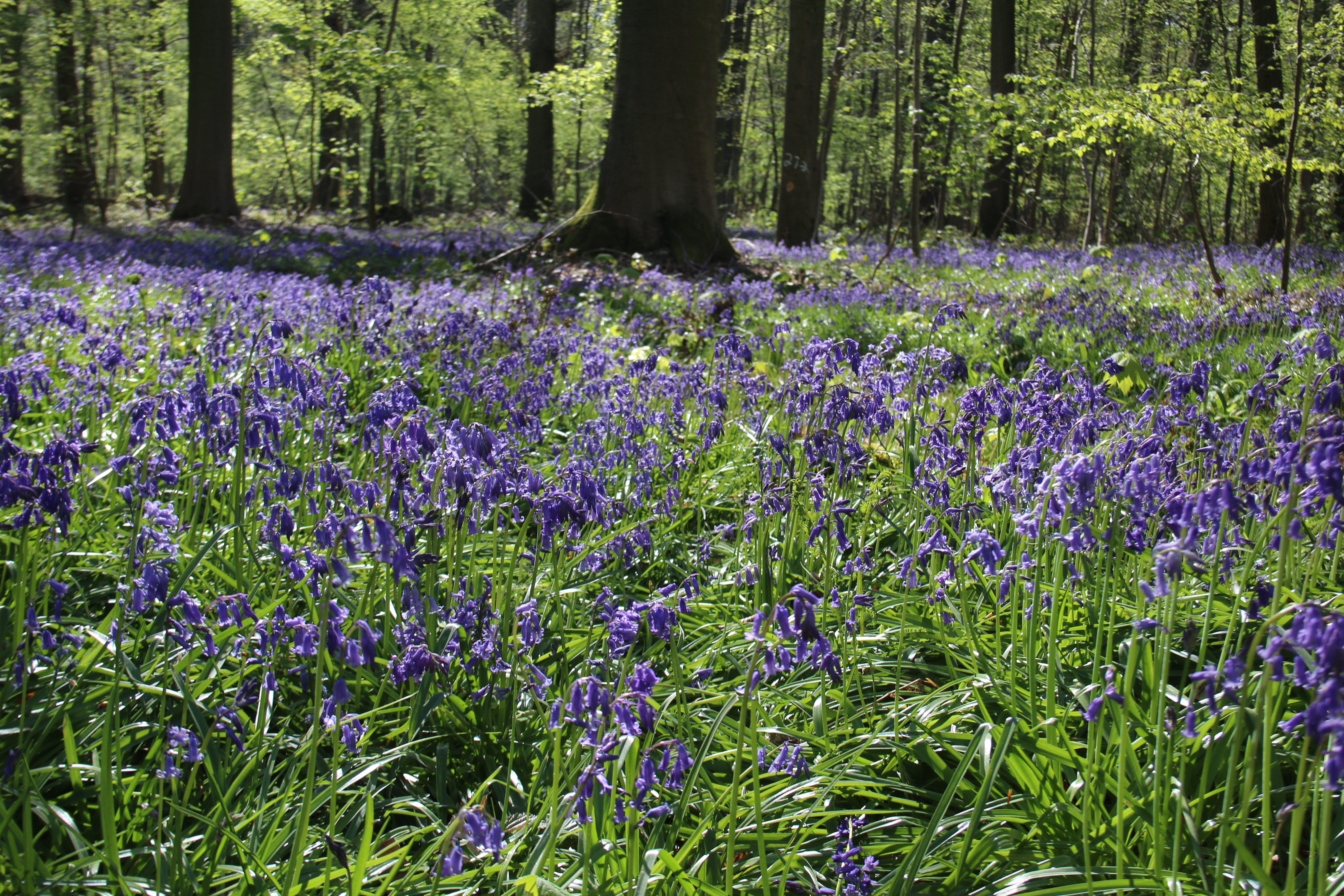